# Elf Freunde müsst ihr sein
Elf Freunde müsst ihr sein ist ein Jugendbuch des Sportreporters Sammy Drechsel aus dem Jahr 1955. Der Fußballroman gilt als Klassiker des Genres.

## Handlung
Das Buch handelt von einer Klasse einer Berliner Volksschule aus Wilmersdorf, die mit viel Einsatz um die städtische Schulmeisterschaft im Fußball kämpft. Hauptperson ist der Mannschaftskapitän Heini Kamke. Neben Sportlergeist und Gemeinschaftssinn der Jungen streift das Buch auch soziale Themen, wie die Arbeitslosigkeit der Väter. Der Roman spielt in den 1930er Jahren und enthält Autobiographisches über Sammy Drechsel, der eigentlich Karl-Heinz Kamke hieß. Der Titel des Buchs stammt von der „Victoria-Statue“ (die Vorgängerin der heutigen Fußball-Meisterschale, verliehen von 1903 bis 1944), in deren Sockel der Spruch „Elf Freunde müsst ihr sein, wenn ihr Siege wollt erringen“ eingraviert war.

## Ausgaben
- Elf Freunde müsst ihr sein. Thienemann, Stuttgart 1955.
- Elf Freunde müsst ihr sein:  Ein Fussballroman für die Jugend. Mit einem Vorwort von Fritz Walter, Ravensburger Taschenbücher; Bd. 8, Ravensburg 1963.
- Elf Freunde müsst ihr sein: Ein Fussballroman für die Jugend. Omnibus Taschenbuch. Mai 2004.
- Elf Freunde müsst ihr sein. Thienemann, Stuttgart 2008, ISBN 978-3-522-18062-7.

## Hörspielbearbeitungen
Das Buch wurde als Hörspiel bearbeitet. Auch eine von Dieter Hildebrandt eingelesene gekürzte Hörbuchfassung (Bearbeitung und Regie: Angelika Schaack, Hamburg : Hörcompany 2002, ISBN 3-935036-25-6) existiert.